# جرين أسفل (العدين)

تعديل مصدري - تعديل

جرين اسفل هي إحدى قرى عزلة خباز بمديرية العدين التابعة لمحافظة إب، بلغ تعداد سكانها 273 نسمة حسب تعداد اليمن لعام 2004.